# Club Sounds
Club Sounds (andere Schreibweise: ClubSounds) ist eine zu Sony Music Entertainment gehörende Marke, unter der in der Regel vierteljährlich Musik-Kompilationen der elektronischen Tanzmusik erscheinen. Zusätzlich erscheint dazu jedes Jahr ein „Best of“-Album.

## ClubSounds TV
Unter der Bezeichnung Club Sounds TV wurden seit 2013 mehrfach wöchentlich über den YouTube-Kanal dieser Sony-Tochtermarke moderierte Sendungen ausgestrahlt, u. a. mit den Bezeichnungen New Tracks, Live Talk, SoundLabor und Sprechstunde, ferner auch diverse Livesets. Der Hauptmoderator war Sebastian Schilde, der im März 2019 neues Mitglied der Techno-Band Scooter geworden ist.
Der Betrieb von ClubSounds TV wurde Ende Mai 2019 eingestellt, was auf geschäftliche Vorgaben des Mutterkonzerns Sony zurückzuführen ist.